# 走落神社 (長浜市)
走落神社（はしりおちじんじゃ・はせおちじんじゃ）は滋賀県長浜市高月町馬上に鎮座する神社である。

## 祭神
- 天児屋根命

## 神紋
立鹿

## 歴史
社伝によると、神亀年間（724-29年）に創建されたと伝わる。延喜式内社。
天正11年（1583年）賤ヶ岳の戦いに向かう豊臣秀吉は、当神社の鳥居の前で下馬し、必勝を祈願したと伝わっている。天明7年（1787年）大火に見舞われ、社殿や所蔵文書がことごとく焼失した。
明治9年（1876年）、村社に列せられ、同41年（1908年）神饌幣帛料供進社の指定を受けた。

## 祭事
- 例祭 - 4月9日
- オコナイ - 2月9日

## 境内社
- 意冨布良神社